# Alfés
Alfés è un comune spagnolo di 328 abitanti situato nella comunità autonoma della Catalogna.